# Porsche 904
Porsche 904 — спортивный автомобиль компании Porsche.

## История
Спортивный автомобиль Porsche 904 (официальное название Porsche Carrera GTS) был представлен 26 ноября 1963 года на гоночной трассе Золитуд. В 1962 году глава компании Фердинанд Порше и технический директор Ганс Томада решили подготовить несколько автомобилей для участия в гонках автомобилей класса GT. Разработка дизайна кузова спорт-кар.
В экстерьере модели 904 реализован эскизный проект Porsche 718 Coupe выполненный ещё в 1961 году. Дизайн не повторял 718 проект, но сходные стилистические элементы можно было увидеть. Был оперативно построен макет, а затем и три ходовых образца для предварительных испытаний. Для снижения массы автомобиля, кузов было решено делать из стеклопластиковых панелей на пространственной раме. Кузов получился чрезвычайно лёгким, пространственная рама весила всего 54 кг, а пластиковые панели кузова 82 кг. Автомобиль оснащался передней и задней независимыми подвесками на вильчатых рычагах с концентрическими спиральными пружинами с регулируемыми амортизаторами.
Компания Porsche не имела опыта работы со стеклопластиком, поэтому было решено разместить заказ на изготовление кузовных панелей в авиастроительной фирме Heinkel. Поначалу авиаторы занимались только изготовлением панелей, но, начиная с седьмого экземпляра, начали производить кузова в сборе. На кузов устанавливалось остекление, приборная панель, прокладывалась электропроводка и устанавливался топливный бак. Над сборкой кузовов трудилось около 80 специалистов, производилось два кузова в день.
Серийное производство автомобиля было начато в конце 1963 года. По регламенту FIA GT для участия в гонках допускались автомобили, имевшие серийные прототипы и выпущенные не менее чем в 100 экземплярах, поэтому в первой серии было выпущено 100 автомобилей (последний построен 31 марта 1964 года). Были оформлены заказы на 60 автомобилей, так как на момент презентации машины был готов только первый образец. Покупателей не пугала ни высокая цена, на тот момент составлявшая 29700 немецких марок, ни даже тот факт, что треть этой суммы нужно было внести в качестве задатка, а затем ожидать свой автомобиль в течение нескольких месяцев.
Благодаря повышенному спросу на Porsche 904, компания продала все сто экземпляров, включая даже те, которые планировались для участия в гонках. Пришлось строить дополнительную «вторую» серию из 20 единиц. Четыре машины из второй серии остались на территории завода как источник запчастей, но их так и не разобрали, а впоследствии передали в музей Porsche. Позже фирма рассматривала возможность изготовления ещё одной сотни экземпляров 904 Carrera GTS. В 1965 году предполагалось ограничиться полусотней машин с силовым агрегатом от Porsche 911S. Был подготовлен прототип такого автомобиля — на основе одной из тех трех машин, построенных в ходе отработки формы кузова.
Двигатель автомобиля располагался перед задним мостом. Первоначально планировалось установить на машину 6-цилиндровый агрегат от модели Porsche 901, (впоследствии получившей название Porsche 911), но доводка мотора для гонок затягивалась, поэтому было решено ставить на 904 Carrera GTS 4-цилиндровый оппозитный двигатель от Porsche 356 Carrera 2. Правда, двигатель этот прошёл соответствующие усовершенствования и в дорожной версии развивал 155 л. с., что позволяло автомобилю разгоняться до 250 км/ч. Гоночный вариант мотора выдавал 180 л. с.. Позже 6-цилиндровый двигатель мощностью 211 л. с. был установлен на 10 машинах, а 6 автомобилей получили 220-сильные 8-цилиндровые двигатели и развивали скорость до 280 км/ч.

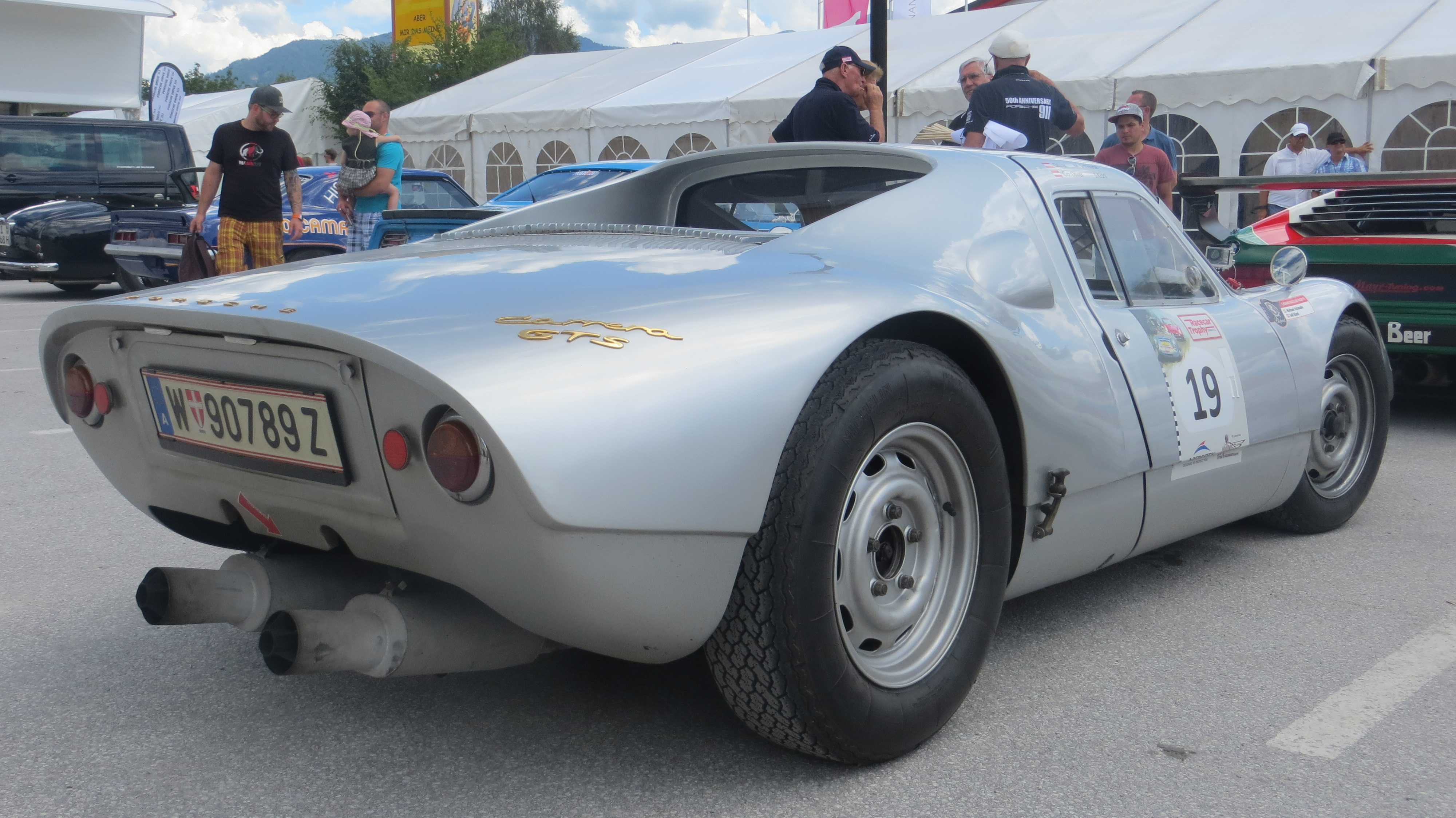
Porsche 904 Carrera GTS. Вид сзади.

## Технические характеристики дорожной версии
- Тип кузова: двухдверное, двухместное купе;
- Длина: 4090 мм;
- Ширина: 1540 мм;
- Высота: 1065 мм;
- Модельный год: 1964;
- Количество дверей: 2;
- Количество мест: 2;
- Объём багажника: 100 литров;
- Максимальная скорость: 250 км/ч;
- Время разгона до 100 км/ч: 7,0 с;
- Рабочий объём двигателя: 1966 см³;
- Мощность: 155 л. с.